# Central Division (NBA)
De Central Division is een competitie in de NBA die onder de Eastern Conference valt. De NBA is opgedeeld in 2 zogenaamde conferences, die vervolgens weer opgedeeld zijn in 3 divisies.
De divisies worden ingedeeld door geografische ligging. De Central Division bestaat sinds 1970.

## Deelnemers
- Chicago Bulls
- Cleveland Cavaliers
- Detroit Pistons
- Indiana Pacers
- Milwaukee Bucks

## Voormalige Deelnemers
- Atlanta Hawks
- Cincinnati Royals
- Houston Rockets
- New Orleans Hornets
- New Orleans Jazz
- Orlando Magic
- San Antonio Spurs
- Toronto Raptors
- Washington Bullets

### Team timeline
|  | Huidige deelnemers    |
|  | Voormalige deelnemers |

## Kampioenen
| Jaar | Team                |
| ---- | ------------------- |
| 1971 | Baltimore Bullets   |
| 1972 | Baltimore Bullets   |
| 1973 | Baltimore Bullets   |
| 1974 | Capital Bullets     |
| 1975 | Washington Bullets  |
| 1976 | Cleveland Cavaliers |
| 1977 | Houston Rockets     |
| 1978 | San Antonio Spurs   |
| 1979 | San Antonio Spurs   |
| 1980 | Atlanta Hawks       |
| 1981 | Milwaukee Bucks     |
| 1982 | Milwaukee Bucks     |
| 1983 | Milwaukee Bucks     |
| 1984 | Milwaukee Bucks     |
| 1985 | Milwaukee Bucks     |
| 1986 | Milwaukee Bucks     |
| 1987 | Atlanta Hawks       |
| 1988 | Detroit Pistons     |

| Jaar | Team            |
| ---- | --------------- |
| 1989 | Detroit Pistons |
| 1990 | Detroit Pistons |
| 1991 | Chicago Bulls   |
| 1992 | Chicago Bulls   |
| 1993 | Chicago Bulls   |
| 1994 | Atlanta Hawks   |
| 1995 | Indiana Pacers  |
| 1996 | Chicago Bulls   |
| 1997 | Chicago Bulls   |
| 1998 | Chicago Bulls   |
| 1999 | Indiana Pacers  |
| 2000 | Indiana Pacers  |
| 2001 | Milwaukee Bucks |
| 2002 | Detroit Pistons |
| 2003 | Detroit Pistons |
| 2004 | Indiana Pacers  |
| 2005 | Detroit Pistons |
| 2006 | Detroit Pistons |

| Jaar | Team                |
| ---- | ------------------- |
| 2007 | Detroit Pistons     |
| 2008 | Detroit Pistons     |
| 2009 | Cleveland Cavaliers |
| 2010 | Cleveland Cavaliers |
| 2011 | Chicago Bulls       |
| 2012 | Chicago Bulls       |
| 2013 | Indiana Pacers      |
| 2014 | Indiana Pacers      |
| 2015 | Cleveland Cavaliers |
| 2016 | Cleveland Cavaliers |
| 2017 | Cleveland Cavaliers |
| 2018 | Cleveland Cavaliers |
| 2019 | Milwaukee Bucks     |
| 2020 | Milwaukee Bucks     |
| 2021 | Milwaukee Bucks     |
| 2022 | Milwaukee Bucks     |
| 2023 | Milwaukee Bucks     |
| 2024 | Milwaukee Bucks     |
| 2025 | Cleveland Cavaliers |